# Hosby, Ormsö
Hosby (estlandssvenskt uttal: ho:sbe) är en by i Ormsö kommun i landskapet Läänemaa i västra Estland, 93 km sydväst om huvudstaden Tallinn. Den saknade fast befolkning år 2011.
Hosby ligger på Ormsö som jämte Nuckö traditionellt har varit centrum för estlandssvenskarna. Ortnamnen på Ormsö minner om estlandssvenskarnas historia. Hosby avfolkades under andra världskriget när flertalet estlandssvenskar flydde till Sverige.
Hosby är beläget på sydöstra Ormsö och angränsar till Sviby i väst och Söderby i norr. Utanför dess kust ligger revet Obbholmen (Upholm) där en fyr är belägen.